# عقد 150 هـ
عقد 150 هـ هو الفترة بين عام 150 إلى 159 في التقويم الهجري، أي العشر سنوات السادسة من القرن الثاني الهجري.